# Habromyia lipoflava
Habromyia lipoflava är en tvåvingeart som beskrevs av Fluke 1937. Habromyia lipoflava ingår i släktet Habromyia och familjen blomflugor.
Artens utbredningsområde är Peru. Inga underarter finns listade i Catalogue of Life.